# Pont de la Moleta de Roni
El Pont de la Moleta de Roni és una obra de Llavorsí (Pallars Sobirà) inclosa a l'Inventari del Patrimoni Arquitectònic de Catalunya.

## Descripció
Pont d'un sol arc, tot de pedra, pla de la carretera general entre Rialb de Noguera i Llavorsí. Passa sobre el riu de Santa Magdalena, Afleunt per l'esquerra de la Noguera Pallaresa.

## Història
La riuada de 1982 es va emportar el Pont i un bon troç de carretera. Actualment (1984) s'està construint un nou Pont de considerables dimensions. El paratge doncs ha quedat completament modificat.